# Denise Masino
Denise Masino, nata con il nome Denise Sánchez (Brooklyn, 1º maggio 1968), è una culturista e modella statunitense.

## Carriera nel culturismo
Cresciuta a Brooklyn, di origini portoricane, Masino ha ottenuto la Pro Card dopo aver vinto nel 1995 l'edizione 1995 del NPC Nationals. Nel 2003 ha vinto l'edizione Night of Champions e ha preso parte successivamente all'edizione del 2007.

## Carriera come modella
All'inizio del 1996, Masino è apparsa su diverse riviste di fitness e culturismo. È apparsa per due volte in prima nella rivista Flex Power & Sizzle dove è stata votata come "culturista vivente più sexy" dalla rivista Iron Man. Nel 1997 insieme all'ex marito Robert Masino fondò Muscle Elegance, un periodico che mostrava immagini erotiche delle culturiste.
Inoltre, ha recitato nel film Blood + Kisses (in origine col titolo Kiss of the Vampire, che fu rilasciato dopo qualche anno.

## Vita privata
Masino ha dichiarato di essere sostenitrice del Partito Repubblicano e si è definita conservatrice fiscale. È sposata con Gregg, precedentemente è stata sposata con Robert Masino per 14 anni. Attualmente vive a Fort Myers.